# 14 Cephei
14 Cephei, eller LZ Cephei, är en pulserande ellipsoidisk variabel (ELL) i stjärnbilden Cepheus. Stjärnan varierar mellan bolometrisk magnitud +5,56 och 5,66 med en period av 3,07051 dygn.